# Campeonato Maranhense Segunda Divisão 2018
In 2018 werd het 20ste Campeonato Maranhense Segunda Divisão gespeeld voor clubs uit Braziliaanse staat Maranhão. De competitie werd gespeeld van 26 september tot 4 november en werd georganiseerd door de FMF. Pinheiro werd kampioen.

## Eerste fase
Sabiá trok zich één week voor de competitie terug, alle wedstrijden werden als een 0-1 nederlaag aangerekend. 
| Plaats | Clu         | Wed. | W | G | V | Saldo | Ptn. |
| ------ | ----------- | ---- | - | - | - | ----- | ---- |
| 1.     | Chapadinha  | 6    | 5 | 0 | 1 | 11:5  | 15   |
| 2.     | Pinheiro    | 6    | 4 | 2 | 0 | 12:6  | 14   |
| 3.     | Timon       | 6    | 4 | 1 | 1 | 11:8  | 13   |
| 4.     | Juventude   | 6    | 3 | 0 | 3 | 10:5  | 9    |
| 5.     | Expressinho | 6    | 1 | 2 | 3 | 6:14  | 5    |
| 6.     | Boa Vontade | 6    | 1 | 1 | 4 | 5:11  | 4    |
| 7.     | Sabiá       | 6    | 0 | 0 | 6 | 0:6   | 0    |

|  | Geplaatst voor tweede fase |

### Tweede fase
In de halve finale wordt slechts één wedstrijd gespeeld, bij gelijkspel worden er strafschoppen genomen, tussen haakjes weergegeven. 
|  | halve finale | halve finale | halve finale | halve finale |  |            | finale | finale | finale | finale |
|  |              |              |              |              |  |            |        |        |        |        |
|  |              |              |              |              |  |            |        |        |        |        |
|  | Chapadinha   | 1            |              | 1            |  |            |        |        |        |        |
|  | Juventude    | 0            |              | 0            |  |            |        |        |        |        |
|  |              |              |              |              |  | Chapadinha | 1      | 2      | 3      |        |
|  |              |              |              |              |  | Pinheiro   | 2      | 2      | 4      |        |
|  | Timon        | 0            |              | 0 (5)        |  |            |        |        |        |        |
|  | Pinheiro     | 0            |              | 0 (4)        |  |            |        |        |        |        |

## Kampioen
| Campeonato Maranhense de 2018 - Segunda Divisão |
| Maranhão                                        |
| ----------------------------------------------- |
| PINHEIRO Kampioen (1° titel)                    |